# Gaál László (tanár)
Gaál László (Karcag, 1891. január 22. – Karcag, 1964. június 13.) magyar nyelvész, klasszika-filológus, iranista, egyetemi tanár, a nyelvészeti tudományok kandidátusa (1957).

## Életpályája
1909-ben érettségizett a karcagi gimnáziumban. 1913-ban a kolozsvári egyetemen bölcsészdoktori, 1914-ben görög-latin szakos tanári diplomát kapott. 1914–1928 között a nagykőrösi Arany János Gimnázium tanáraként dolgozott. 1923–1924 között ösztöndíjasként a göttingai egyetemen tanult. 1928–1949 között a karcagi Református Reálgimnázium igazgatója volt. 1932–1942 között latin tankönyvekben társszerzőként közreműködő volt. 1949-ben nyugdíjba vonult. Nyugalomba vonulása után (1949–1956) a budapesti Eötvös Loránd Tudományegyetem bölcsészkarán mint megbízott előadó előadásokat tartott a szanszkrit, avesztai, óperzsa és oszét nyelvből. 1957–1962 között a Debreceni Egyetem klasszika-filológiai tanszékén egyetemi tanár volt.
Ovidiusból fordított; mint iranista a tudományszak legnevesebb hazai művelői közé tartozott.

## Családja
Szülei: Gál László és Borsos Zsuzsanna voltak. 1914. március 14-én, Karcagon házasságot kötött Tőkés Juliannával.
Sírja a karcagi Déli temetőben található.

## Művei
- Bacchylides hang- és alaktana (Kolozsvár, 1913)
- Zur Frage des awestischen und uriranischen O (Kőrösi Csoma Archivum, 1925)
- Der siebenundvierzigste Jasna des Awesta (Kőrösi Csoma Archivum, 1926)
- A latin kiejtés kérdése (Országos Ref. Tanáregyesület Évkönyve, Debrecen, 1926)
- A tokhár nép és nyelve (Kőrösi Csoma Archivum, 1928)
- Über eine Stelle der zoroastrischen Gathas: Jasna XXX. 7. (Zeitschrift für Indologie und Iranistik, Lipcse, 1929)
- La formule Ahuma Vairya de l'Awesta (Acta Orientalia Academiae Scientiarum Hungaricae, 1950)
- Zur Interpretation der awestischen Gathas (Acta Orientalia Academiae Scientiarum Hungaricae, 1953)
- Ursprung des ossetischen Verbalpräfixes ra (Acta Orientalia Academiae Scientiarum Hungariae, 1960)

## Emlékezete
- Születésének 100. évfordulóján (1991) Karcagon emléktáblát avattak tiszteletére.[9]